# Лавручей
Лавручей — ручей в России, протекает по территории Пудожского городского и Кривецкого сельского поселений Пудожского района Республики Карелии. Длина ручья — 10 км.

## Общие сведения
Лавручей течёт преимущественно в северо-восточном направлении по заболоченной местности.
Притоки у ручья отсутствуют.
Устье ручья находится в 8 км по левому берегу реки Сомбы, притока реки Водлы, впадающей в Онежское озеро.
Населённые пункты на ручье отсутствуют.
Код объекта в государственном водном реестре — 01040100412202000016934.